# 射阳河
射阳河，位于中華人民共和國江苏省北部，是里下河水网东西向排水入海的“四大港”中最大的一条，以古射阳湖得名，也称射河，阳河，石羊河。射阳河上中游河段是由射阳湖演变而成，河道多分支。经历代多年治理，今射阳河西起宝应县射阳湖镇，主干经建湖县，阜宁县，滨海县，射阳县，最后于射阳县射阳港以东5公里处入黄海。全长198公里，流域面积4036平方公里。
射阳河上游支流较多，中下游河道弯曲、比较小、排水慢。流域内易发生旱涝灾害。射阳河水质较好，生态优越，生物资源丰富。射阳河自古就是江淮地区出海的重要通道，战略地位重要。河口附近建有中国国家二类开放口岸射阳港和国家级中心渔港黄沙港。